# Ting

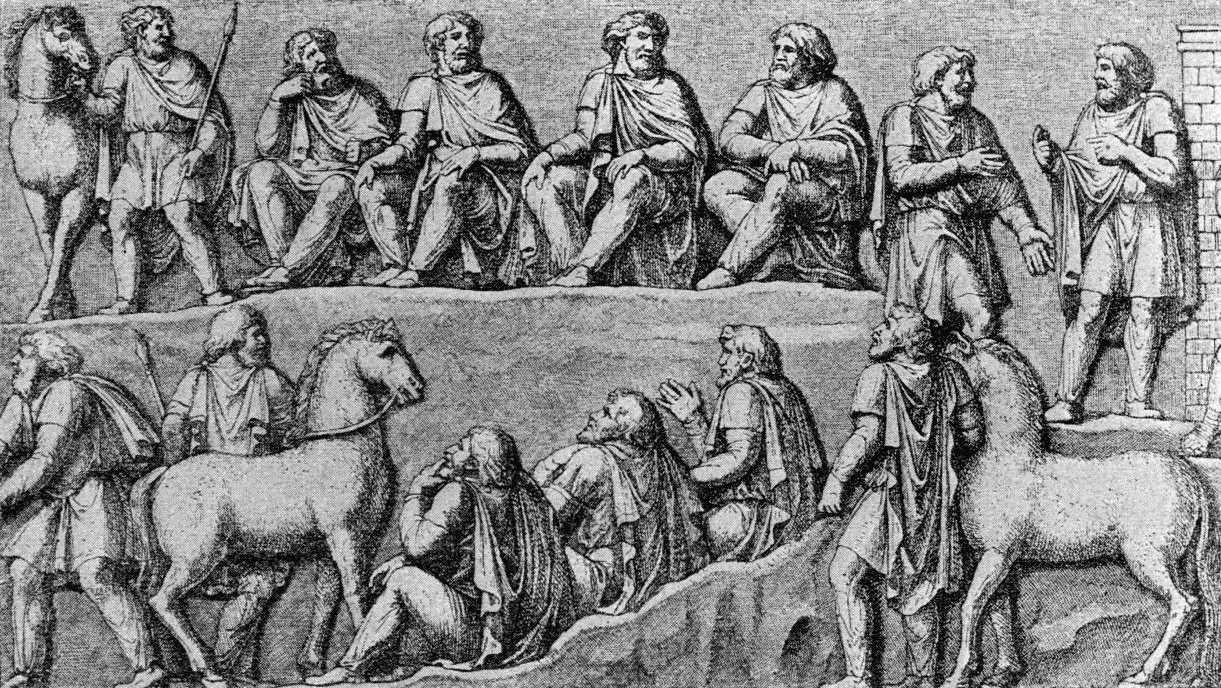
Germánok tingjének ábrázolása a Marcus Aurelius-oszlopon

A ting vagy thing (óészaki, óangol és izlandi þing, más skandináv nyelveken ting) a germán társadalmak ősi népgyűlése volt, amelyen a közösségben élő szabad emberek és a törvénymondók vettek részt.
Neve tovább él számos mai észak- és nyugat-európai törvényhozó gyűlés nevében.

## Etimológia
Az óangolban a thing (þing) szó (685 vagy 686 körül) germánok gyűlését jelentette (899 körül már létezőt, személyt, anyagot, 1000 körül tettet, eseményt, 1300 körül - talán a tárgyat, értéket, jószágot jelentő óizlandi szó hatására - személyes holmit).
Az óészaki, ófríz, óangol gyűlés jelentésű þing szó az angol thing , a norvég és dán ting, a német Ding és a holland ding szavak őse, amelyeknek jelentése „tárgy”. Mind a protogermán *þengan szóból erednek, amelynek jelentése „megállapított idő”. Egyesek szerint a szó a „szakasz” (mint időszak) jelentésű protoindoeurópai *ten- szóig vezethető vissza.

## Mai nemzeti parlamentek és intézmények
Izland, Norvégia és Dánia nemzeti parlamentjei ma is a ting (thing) nevet viselik:
- Az Alþingi az izlandi „általános thing”
- A Folketing a dán „népi ting”
- A Storting a norvég „nagy ting”

Az önkormányzattal rendelkező Åland, Feröer, Grönland, Skócia és Man sziget parlamentjeinek neve szintén tartalmazza a szót:
- A Lagting a „törvény ting” Ålandon
- A Løgting a feröeri „törvény ting”
- A Landsting a grönlandi „területi ting”
- A Tynwald a manxi „ting mező”
- A Thingvöllr, ma Dingwall a skót-viking „ting mező”